# Provincia Blida
Provincia Blida (în arabă ولاية البليدة) este o unitate administrativă de gradul I (wilaya) a Algeriei. Reședința sa este orașul Blida.